# Tanjung Balai (Sumatra)

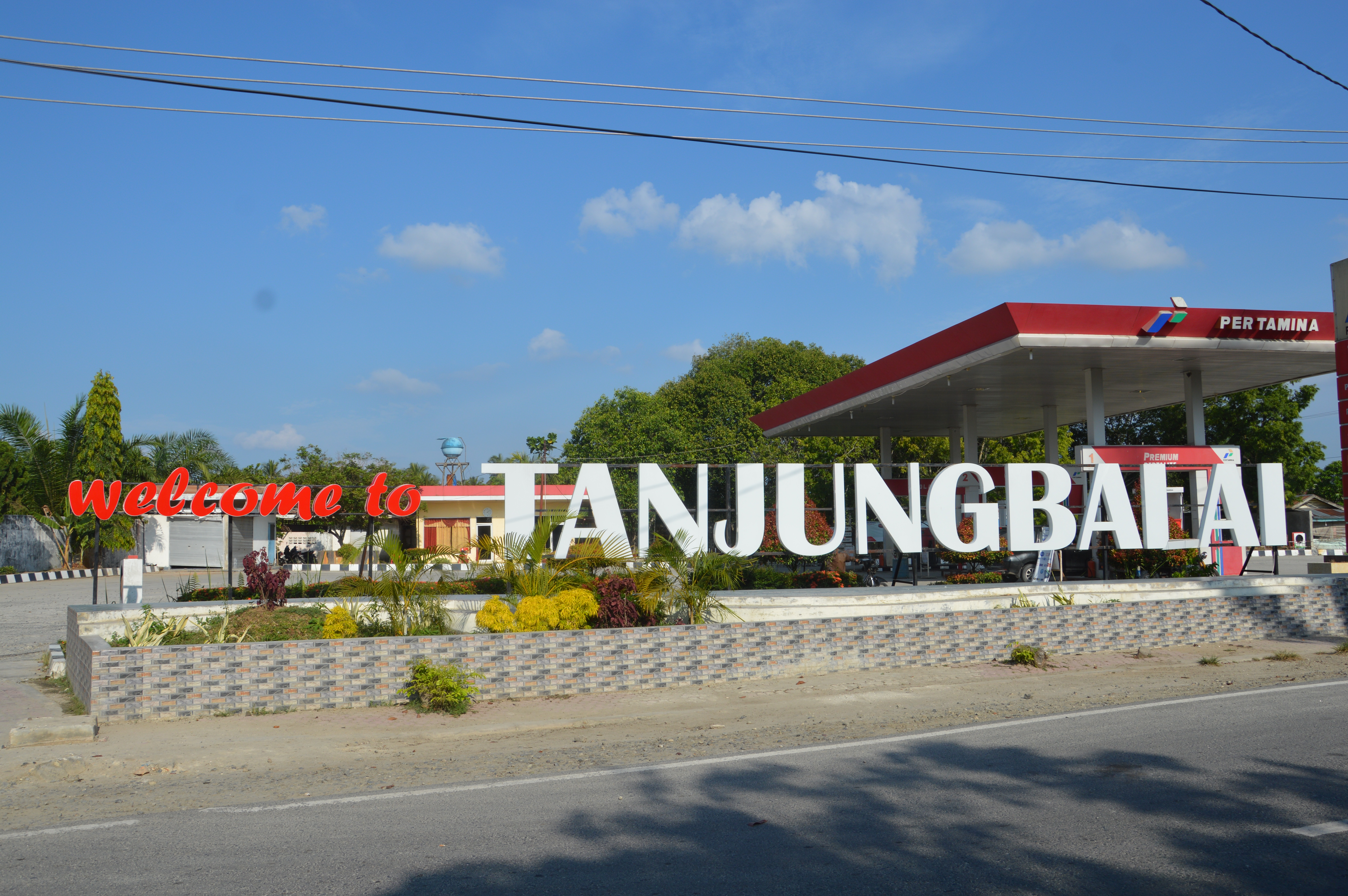
Willkommenstor der Stadt

Tanjungbalai ist eine kreisfreie Stadt (indonesisch Kota) im Südwesten der Provinz Nordsumatra der indonesischen Insel Sumatra. Die sechstgrößte Stadt der Provinz liegt am Fluss Asahan (174 km lang), der im Tobasee entspringt und ostwärts zur Straße von Malakka fließt.
Mitte 2023 leben hier 181.383 Einwohner, davon 89.564 Frauen (49,38 %).

## Geographie
Die Stadt liegt im Nordosten der Provinz Sumatra Utara. Sie erstreckt sich zwischen 2°58′15″ und 3°01′32″ n. Br. sowie zwischen 99°48′00″ und 99°50′16″ ö. L. Im Tiefland zwischen 0 und 3 Meter Meereshöhe gelegen, ist sie ringsum vom Kabupaten Asahan umgeben, im Norden und Nordosten von deren Kecamatan Tanjung Balai, im Osten Sei Kepayang Barat, im Süden und Südwesten Simpang Empat sowie im Westen Air Joman.
Tanjungbalai hat tropisches Regenklima mit schwerem Regenfällen von August bis Dezember. Im Jahr 2020 wurden 130 Regentage gezählt, die meisten (21) im Oktober. Niederschlag fiel zwischen 60 und 261 Millimeter (im Oktober), trockenster Monat war der März 2020 (22 mm).

## Verwaltungsgliederung
Die Stadt gliedert sich seit 2005 in 5 Distrikte oder Unterbezirke (indonesisch Kecamatan) mit 31 Dörfern urbanen Charakters (indonesisch Kelurahan), eine weitere Untergliederung erfolgt in 187 Lingkungan.
| Code 1   | Kecamatan Distrikt      | Ibu Kota Verwaltungssitz | Fläche (km²) | Einw. Census 2010 2 | Volkszählung 2020 | Volkszählung 2020 | Volkszählung 2020 | Anzahl der Kel./Long. 6 | Anzahl der Kel./Long. 6 |
| Code 1   | Kecamatan Distrikt      | Ibu Kota Verwaltungssitz | Fläche (km²) | Einw. Census 2010 2 | Einw. 3           | 0Dichte 40        | Sex Ratio 5       | Anzahl der Kel./Long. 6 | Anzahl der Kel./Long. 6 |
| -------- | ----------------------- | ------------------------ | ------------ | ------------------- | ----------------- | ----------------- | ----------------- | ----------------------- | ----------------------- |
| 12.74.01 | Tanjungbalai Selatan000 | Pantai Purung            | 1,98         | 19.330              | 19.277            | 9.735,9           | 98,34             | 6 / 27                  |                         |
| 12.74.02 | Tanjungbalai Utara      | Tanjung Balai Kota IV    | 0,84         | 15.862              | 16.173            | 19.253,6          | 102,69            | 5 / 25                  |                         |
| 12.74.03 | Sei Tualang Raso        | Sei Raja                 | 8,09         | 22.712              | 27.283            | 3.372,4           | 104,15            | 5 / 29                  |                         |
| 12.74.04 | Teluk Nibung            | Pematang Pasir           | 12,55        | 35.802              | 41.258            | 3.287,5           | 104,79            | 5 / 30                  |                         |
| 12.74.05 | Datuk Bandar            | Pahang                   | 22,49        | 33.797              | 41.544            | 1.847,2           | 102,07            | 5 / 35                  |                         |
| 12.74.06 | Datuk Bandar Timur      | Selat Tanjung Medan      | 14,57        | 26.942              | 30.492            | 2.092,8           | 101,92            | 5 / 41                  |                         |
| 12.76    | Kota Tanjungbalai       | Kota Tanjungbalai        | 60,52        | 154.445             | 176.027           | 2908,6            | 102,64            | 31 / 187                |                         |

## Geschichte
Tanjung Balai bestand bereits im Asahan-Sultanat als dessen Hauptstadt. Während der niederländischen Kolonialzeit nahm das Wachstum und die Entwicklung von Tanjung Balai zu und wurde von strategischer Bedeutung. 1917 wurde sie von den Holländern zur Gemeente erklärt. 1956 kam sie in die neugegründete Provinz Sumatra Utara (Gesetz Nr. 9/1956). Der Name der Kleinstadt Tanjung Balai (Kota Kecil Tanjung Balai) wurde per Gesetz Nr. 1 von 1957 in Munizipium Tanjung (Kotapraja Tanung Balai) geändert. 1984 wurden die beiden Kecamatan Tanjung Balai Selatan und Tanjung Balai Utara mit je zwei Kelurahan vom Kecamatan Tanjung Balai und letztendlich 2005 der Kecamatan Datuk Bandar Timur vom Kecamatan Datuk Bandar abgetrennt und neugebildet.

## Demographie
Zur siebten Volkszählung im September 2020 (indonesisch Sensus Penduduk – SP2020) lebten in der Stadt Tanjungbalai. 176.027 Menschen, davon 86.868 Frauen (49,35 %) und 89.159 Männer (50,65 %). Gegenüber dem letzten Census (2010) sank der Frauenanteil um 0,19 %. Die Volkszählung von 2000 ermittelte 132.438 Einwohner.
Zur Volkszählung 2020 waren 86,31 % der Bevölkerung Muslime und 8,31 % Christen (13.242 Protestanten und 1.405 Katholiken). Der größte Anteil an Christen lebte 2020 im Kecamatan Datuk Bandar (14.647, also 50,79 %). Weiterhin gab es noch 9.406 Buddhisten (5,34 %), die zumeist im Kecamatan Tanjungbalai Selatan lebten (6.773, also 72,01 %). Für die Ausübung der Religion standen 60 Moscheen und 103 Gebetsräume (indonesisch Mushola) zur Verfügung, ebenso 41 Kirchen. Die meisten davon standen im bereits erwähnten Kec. Datuk Bandar, die einzige katholische Kirche befand sich im Kec. Tanjungbalai Selatan.
Die Arbeitslosenrate der erwerbsfähigen Bevölkerung (15–64 Jahre) lag im Jahr 2020 bei 6,97 Prozent (Provinz Nordsumatra: 6,91 %). Der HDI-Index betrug im gleichen Jahr 68,65 – der von der Provinz 71,77. 24,54 Tsd. Menschen (14,04 %) lebten im Jahr 2020 unterhalb der Armutsgrenze (indonesisch Penduduk miskin), in der gesamten Provinz Nordsumatra waren es 1,28204 Mio.

### Soziale Daten 2020
| Merkmal                                                            | Kabupaten | 0Provinz Sumatra Utara0 |
| ------------------------------------------------------------------ | --------- | ----------------------- |
| Bev. unterh. der Armutsgrenze (Tsd.)0                              | 23,54     | 1.283,29                |
| Anteil der „armen Bevölkerung“ (indonesisch Penduduk miskin) (%)00 | 13,33     | 08,75                   |
| Arbeitslosenrate im August (%)                                     | 06,97     | 006,91                  |
| Lebenserwartung (in Jahren)                                        | 63,27     | 069,10                  |
| HDI-Index                                                          | 68,65     | 071,77                  |
| Abhängigenquotient (%)                                             | 50,38     | 048,32                  |
| Anteil der Altersgruppen                                           | 0Real0    | 0Prozentual0            |
| Kinder (<15 J.)                                                    | 051.5470  | 029,28                  |
| arbeitsfähige Bevölkerung (15–64 J.)                               | 117.0540  | 066,50                  |
| Rentner und Pensionäre (>65 J.)                                    | 007.426 0 | 004,22                  |

### Aktuelle Bevölkerungsdaten vom Jahresende 2022
Nachfolgende Tabelle gibt den Einwohnerstand per 31. Dezember 2022 wieder.
| Kecamatan            | Fläche km² | Einwohner gesamt | Männer | Frauen | Dichte Einw. je km² | Sex Ratio (100 M/F) |
| Kecamatan            | Fläche     | Einwohner gesamt | Männer | Frauen | Dichte Einw. je km² | Sex Ratio (100 M/F) |
| -------------------- | ---------- | ---------------- | ------ | ------ | ------------------- | ------------------- |
| Tanjungbalai Selatan | 1,74       | 20.264           | 9.973  | 10.291 | 11.646,0            | 96,91               |
| Tanjungbalai Utara   | 0,76       | 18.014           | 9.142  | 8.872  | 23.702,6            | 103,04              |
| Sei Tualang Raso     | 9,39       | 27.307           | 13.933 | 13.374 | 2.908,1             | 104,18              |
| Teluk Nibung         | 11,93      | 42.077           | 21.517 | 20.560 | 3.527,0             | 104,65              |
| Datuk Bandar         | 22,16      | 41.276           | 20.808 | 20.468 | 1.862,6             | 101,66              |
| Datuk Bandar Timur   | 15,01      | 31.821           | 16.121 | 15.700 | 2.120,0             | 102,68              |
| Kota Tanjungbalai    | 60,07      | 180.759          | 91.494 | 89.265 | 3.009,1             | 102,50              |